# Coordenades canòniques
En matemàtiques i mecànica clàssica, les coordenades canòniques són conjunts de coordenades en l'espai de fases que es poden utilitzar per descriure un sistema físic en un moment determinat del temps. Les coordenades canòniques s'utilitzen en la formulació hamiltoniana de la mecànica clàssica. Un concepte estretament relacionat també apareix en la mecànica quàntica; vegeu el teorema de Stone–von Neumann i les relacions de commutació canònica per a més detalls.
Com la mecànica hamiltoniana es generalitza per geometria simplèctica i les transformacions canòniques es generalitzen per transformacions de contacte, així la definició de coordenades canòniques del segle XIX en mecànica clàssica es pot generalitzar a una definició més abstracta del segle XX de coordenades en el paquet cotangent d'una varietat (la matemàtica noció d'espai de fases).

## Definició en mecànica clàssica
En mecànica clàssica, les coordenades canòniques són coordenades {\displaystyle q^{i}} i {\displaystyle p_{i}} en l'espai de fases que s'utilitzen en el formalisme hamiltonià. Les coordenades canòniques satisfan les relacions fonamentals dels claudàtors de Poisson:
{\displaystyle \left\{q^{i},q^{j}\right\}=0\qquad \left\{p_{i},p_{j}\right\}=0\qquad \left\{q^{i},p_{j}\right\}=\delta _{ij}}
Un exemple típic de coordenades canòniques és per {\displaystyle q^{i}} ser les coordenades cartesianes habituals, i {\displaystyle p_{i}} ser els components de l'impuls. Per tant, en general, el {\displaystyle p_{i}} les coordenades s'anomenen "moment conjugat".
Les coordenades canòniques es poden obtenir a partir de les coordenades generalitzades del formalisme lagrangià mitjançant una transformació de Legendre, o d'un altre conjunt de coordenades canòniques mitjançant una transformació canònica.

## Definició de paquets cotangents
Les coordenades canòniques es defineixen com un conjunt especial de coordenades en el paquet cotangent d'una varietat. Normalment s'escriuen com un conjunt de {\displaystyle \left(q^{i},p_{j}\right)} o {\displaystyle \left(x^{i},p_{j}\right)} amb les x' o q' que denoten les coordenades de la varietat subjacent i les p' que denoten el moment conjugat, que són formes 1 en el paquet cotangent al punt q de la varietat.
Una definició comuna de coordenades canòniques és qualsevol conjunt de coordenades del paquet cotangent que permeten escriure la forma única canònica en la forma
{\displaystyle \sum _{i}p_{i}\,\mathrm {d} q^{i}}
fins a un diferencial total. Un canvi de coordenades que conserva aquesta forma és una transformació canònica; aquests són un cas especial d'un simplectomorfisme, que són essencialment un canvi de coordenades en una varietat simplèctica.
En l'exposició següent, suposem que les varietats són varietats reals, de manera que els vectors cotangents que actuen sobre vectors tangents produeixen nombres reals.

## Desenvolupament formal
Donada una varietat Q, un camp vectorial X sobre Q (una secció del paquet tangent TQ) es pot pensar com una funció que actua sobre el paquet cotangent, per la dualitat entre els espais tangent i cotangent. És a dir, definir una funció
{\displaystyle P_{X}:T^{*}Q\to \mathbb {R} }
tal que
{\displaystyle P_{X}(q,p)=p(X_{q})}
es compleix per a tots els vectors cotangents p in {\displaystyle T_{q}^{*}Q}. Aquí, {\displaystyle X_{q}} és un vector en {\displaystyle T_{q}Q}, l'espai tangent a la varietat Q en el punt q. La funció {\displaystyle P_{X}} s'anomena funció de moment corresponent a X
En coordenades locals, el camp vectorial X al punt q es pot escriure com
{\displaystyle X_{q}=\sum _{i}X^{i}(q){\frac {\partial }{\partial q^{i}}}}
on el {\displaystyle \partial /\partial q^{i}} són el marc de coordenades en TQ. L'impuls conjugat té llavors l'expressió
{\displaystyle P_{X}(q,p)=\sum _{i}X^{i}(q)\;p_{i}}
on el {\displaystyle p_{i}} es defineixen com les funcions de moment corresponents als vectors {\displaystyle \partial /\partial q^{i}} :
{\displaystyle p_{i}=P_{\partial /\partial q^{i}}}
El {\displaystyle q^{i}} juntament amb el {\displaystyle p_{j}} conjuntament formen un sistema de coordenades al paquet cotangent {\displaystyle T^{*}Q}; aquestes coordenades s'anomenen coordenades canòniques.

## Coordenades generalitzades
En la mecànica lagrangiana s'utilitza un conjunt diferent de coordenades, anomenades coordenades generalitzades. Aquests es denoten habitualment com {\displaystyle \left(q^{i},{\dot {q}}^{i}\right)} amb {\displaystyle q^{i}} anomenada posició generalitzada i {\displaystyle {\dot {q}}^{i}} la velocitat generalitzada. Quan es defineix un hamiltonià al paquet cotangent, aleshores les coordenades generalitzades es relacionen amb les coordenades canòniques mitjançant les equacions de Hamilton-Jacobi.